# Nuklear kædereaktion
En nuklear kædereaktion er i kernefysik en række kernespaltninger hvor hver spaltning sætter nye i gang, således at antallet af interaktioner vedligeholdes eller vokser hurtigt. Dette udnyttes i atombomben og i en kernereaktor.
I ukontrollerede kædereaktioner vil hver neutron i princippet spalte en atomkerne, så kernespaltningerne vokser eksponentielt. Det udnyttes i atomvåben. I kontrollerede kædereaktioner vil neutronabsorberende materiale (fx cadmium) gøre at man kan accelerere eller bremse kædereaktionen. Det udnyttes i atomkraftværker. 